# 2,2-dimethoxypropan
2,2-Dimethoxypropan (zkráceně DMP) je organická sloučenina se vzorcem (CH3)2C(OCH3)2. Získává se kondenzací acetonu a methanolu. DMP se používá k zachycování vody v reakcích citlivých na její přítomnost. Při kysele katalyzovaných reakcích DMP kvantitativně reaguje s vodou za vzniku acetonu a methanolu. Tuto vlastnost lze použít k určení množství vody ve vzorku.
Z DMP se připravují acetonidy:
RCHOHCHOHCH2 + (MeO)2CMe2 → RCHCHCH2O2CMe2 + 2 MeOH
Dimethoxypropan je meziproduktem při přípravě 2-methoxypropenu.
V histologii slouží DMP k dehydrataci tkání.